# Файнтух Яків Самійлович
Яків Самійлович Фа́йнтух (нар. 19 грудня 1892, Бердичів — 23 липня 1974, Одеса) — український радянський композитор; член Спілки композиторів СРСР.

## Біографія
Народився 7 [19] грудня 1892 року в місті Бердичеві (тепер Житомирська область, Україна). Під час Першої світової війни з 1914 по 1917 рік служив у Російській імператорській армії. З 1917 року — театральний композитор. З 1919 по 1922 рік служив в Червоній армії.
1930 року закінчив Одеську консерваторію по класу композиції (викладачі В. Золотарьов, П. Молчанов). У 1933 році закінчив також радіофакультет. З 1935 року викладач консерваторії і музичного училища в Одесі.
У 1936—1941 роках — член правління, у 1932—1941 і 1945—1952 роках — відповідальний секретар Одеського відділення Спілки композиторів СРСР.
Під час Другої світової війни з 1941 по 1945 рік — композитор Узбецького і Російського театрів в Самарканді. Був головою відділення Спілки композиторів Узбецької РСР.
Після війни повернувся до Одеси, де продовжив писати музику. Помер в Одесі 23 липня 1974 року, похований в Одесі.

## Творчість
- радіоопера «Красная Пресня» (1933);
- оперети — «Розита», «Девушки из гарема», «Тамилла» (1923—1929);
- для солістів, хору та симфонічного оркестру — кантата «Полководец» (слова А. Малишка, 1947), «Сюита» (слова Т. Шевченка, 1947);
- для хору та симфонічного оркестру — «Узбекистан» (1944);
- для симфонічного оркестру — «Увертюра» (1928), сюїти: «Октябрьская» (1931), «На еврейские народные темы» (1936), «На молдавские народные темы» (1938), «Дружба народов» (1948), «На закарпатские народные темы» (1950), «Симфоническая поэма на русские и украинские темы» (1959), «Сюита» (1967);
- для скрипки та оркестру — «Концерт» (1951);
- для струнного квартету — квартети: I (1928), II (1945), «Сюита» (1927);
- для хору — «Памяти Ленина» (1924), на слова Т. Шевченка (1940), на слова П. Воронька (1952);
- романси на слова О. Пушкіна (1934);
- пісні для шкіл та клубів (1929);
- музика до спектаклів (більше 20);
- музика до фільмів, у тому числі «Женщина страны Советов» (1939), «Колхозы Украины» (1939);
- обробки народних пісень: 12 молдавських (1938), 25 українських (1945), узбецьких (1944).